# Црква Свете Марије у Рејту
Римокатоличка црква Света Марија (St. Marien) налази се у градићу Рејт, који се налази у граду у Менхенгладбаху.
Изграђена је између 1853. и 1855. године у неоготичком стилу по нацрту Винцен Стаца. Исти мајстор ју је проширио 1885. године. Током Другог светског рата је делимично уништена (31. децембра 1944. године). Нови олтар је освећен 1. јула 1962. године 1962. године ју је обновио Алфонс Лајтл . 
Прозоре су урадили Валтер Бенер и Винец Пајпер .
Последња архитектонска промена цркве, укључујући нове оргуље, била је из 2009. године.
У цркви се налази олтар, крстионица, благовештење и ликови светитеља. Оргуље са 45 регистара и електричном акцијом саградио је 1962. године градитељ оргуља Валкер. Црква има 900 седишта.